# Donaubrücke Pfaffenstein
Die Donaubrücke Pfaffenstein (auch Pfaffensteiner Brücke genannt) ist eine 539 m lange Autobahnbrücke in Regensburg. Das Bauwerk überspannt zwischen den Anschlussstellen Regensburg-West und Regensburg-Pfaffenstein der Bundesautobahn A93 die Donau und am linken Donauufer den Europakanal und die Bundesstraße 8. Zwischen den Jahren 1963 und 1967 erfolgte der Bau der Brücke.

## Verkehr
Die Autobahnbrücke hat vier Fahrstreifen, südlich der Anschlussstelle Regensburg-Pfaffenstein ist zusätzlich je Fahrtrichtung ein Verflechtungsstreifen vorhanden. Die Zu- und Abfahrten sind durch Rampenbrücken mit der Donaubrücke verbunden. Im Norden schließt an die Brücke der Tunnel Pfaffenstein an. Im Jahr 2004 hatte die Autobahnüberführung eine Verkehrsbelastung von 92.200 Kraftfahrzeugen am Tag, wovon 22 % Binnenverkehr war. Ein Umbau und eine Teilerneuerung wurde 2006 für rund 6 Millionen Euro durchgeführt. Der östliche Überbau wurde mit einem ineinander übergehenden Ein- und Ausfädelstreifen ausgestattet, außerdem erhielt die Brücke auf der ganzen Länge eine teilweise transparente Lärmschutzwand. Eine Ertüchtigung mittels externer Vorspannung wurde 2008 abgeschlossen.

## Überbau
Die Spannbetonbrücke weist sieben Felder mit Spannweiten von 65 m – 80 m – 95 m – 88 m – 86 m – 78 m – 47 m auf. Der beiden Überbauten besitzen in Längsrichtung den Durchlaufträger mit einer konstanten Konstruktionshöhe als Bauwerkssystem. In Querrichtung ist als Bauwerkssystem ein zweistegiger Plattenbalken vorhanden. In den Pfeilerbereichen und Übergangsbereichen zu den Rampen sind aufgrund der hohen Druckkräfte die Plattenbalken unten mit einer Bodenplatte verbunden. Die vertikalen Stege besitzen im Feldbereich unten einen Flansch.